# Born Again (filme)
Born Again (bra: Nascido Outra Vez) é um filme estadunidense de 1978, do gênero drama histórico-biográfico, dirigido por Irving Rapper, com roteiro de Walter Bloch baseado no livro autobiográfico Born Again, de Charles W. Colson.
Estrelado por Dean Jones, Anne Francis, Dana Andrews, Harry Spillman e George Brent (em seu último papel no cinema), teve cinematografia de Harry Stradling Jr e foi distribuído pela Embassy Pictures.
A canção-tema do filme, "Born Again", interpretada por Larnell Harris, foi composta por Les Baxter, com letra de Craig Johnson.

## Sinopse
Na prisão, o criminoso Charles Colson, ex-conselheiro do presidente Richard Nixon, faz uma retrospectiva de seus dias de glória, sua participação no caso Watergate e sua queda.

## Elenco
- Dean Jones - Charles Colson
- Anne Francis - Patty Colson
- Jay Robinson - David Shapiro
- Dana Andrews - Tom Phillips
- Raymond St. Jacques - Jimmy Newsom
- George Brent - juiz Gerhard Gesell
- Harold Hughes - Ele mesmo
- Billy Graham - Ele mesmo
- Harry Spillman - Presidente Richard M. Nixon
- Scott Walker - Scanlon
- Robert Gray - Paul Kramer
- Arthur Roberts - Al Quie
- Ned Wilson - Douglas Coe
- Dean Brooks - Dick Howard
- Christopher Conrad - Christian 'Chris' Colson
- Peter Jurasik - Henry Kissinger
- Stuart Lee - Wendell Colson
- Richard Caine - H.R. Haldeman
- Brigid O'Brien - Holly Holm
- Robert Broyles - John Ehrlichman
- Anthony Canne - Burkhardt
- Corinne Michaels - Raquel Ramirez